# Tercera campanya d'Archinard
La tercera campanya d'Achinard al territori de l'Alt Senegal es va fer el 1890-1891 en tres etapes:
1) Conquesta de Kaarta i expulsió d'Ahmadu Tall.
2) Revolta i guerra del Baninko
3) Lluita contra Samori Turé a la Vall del Milo.

## Conquesta de Kaarta

### Preparatius
El comandant del territori, tinent coronel Archinard, va tornar a Kayes el 18 d'octubre de 1890, decidit a acabar amb Ahmadu Tall aviat per poder iniciar la lluita contra Samori Turé. La gent d'Ahmadu en acabar la temporada de pluges va reprendre els pillatges; un grup de tuculors va creuar el riu Senegal prop de Badumbé i va atacar un comboi de bambares que anaven a Kita. Mentre però diversos caps natius de Kaarta enviaven delegacions a Kayes a reclamar l'amistat amb França i Samori Turé pel seu costat havia de fer front a una revolta a les seves províncies del sud i sud-oest.
Archinard va planejar la campanya marxant directament a Nioro; el tinent Marchand aniria a Nyamina des d'on, a través del Bélédougou, amenaçaria Nioro per l'est (reclutant al mateix temps bambares a Bélédougou); si Ahmadu Tall escapava per l'est i burlava a Marchand, es trobaria amb N'Tow, el general dels bambares de Ségou, que s'establiria a Soala per tallar-li el pas (Bodyan de Ségou estava ocupat a Kinian en ajut del rei Tieba de Sikasso); i si Ahmadu escapava al sud cap a territori de Samori, la guàrdia d'artilleria l'aturaria a Kita. Per evitar la intervenció de Samori dos companyies de tiradors van quedar en guarnició a la riba del Níger a Kangaba i Kouroussa mentre el capità Besançon i el tinent Perrin recorrerien el Baleya i l'Oulada.
La columna preparada estava formada així: 
L'estat major amb el tinent coronel Humbert; capità Ruault, comandant de l'artilleria; capità Klobb, cap d'estat major; els capitans Briquelot, Bonnier i Mahmadou-Racine; els tinents Charbonnier i Valentin; i Ponty, secretari particular d'Archinard.
La cavalleria (mig esquadró de spahis amb 38 homes) amb els tinents Laperrine i Compagnon; 19 spahis auxiliars sota el capità Goujet.
Artilleria sota el capità Faniard, el tinent Renauld, el capità Baudot i el capità Guittard.
Infanteria sota el capità Lejeune (que morira de febres a Nioro), el tinent Tavernier i el tinent Baudot (124 homes); 
Els tiradors senegalesos amb el capità Launay, el tinent Lucciardi, el sotstinent Orsat (135 homes); el capità Ilugueny i el tinent Biétrix (127 homes); el capità Sarrazin i el sotstinents Martelly i Munier (133 homes) 
Dos companyies de tiradors auxiliars (120 homes) sota el tinent Morin i els sotstinents Morin i Sansarric.
El comboi comptava amb 300 vehicles amb sis oficials, 700 conductors o servidors i 600 animals.
En total un miler de combatents (155 europeus, 476 regulars i 422 sudanesos). A més hi havia 1.300 auxiliars de Bondu (sota Ousman-Gassi), Khasso (sota Yamadou), Logo, Kaméra i Guémou (aquests darrers manats pel cap Dama).

### Camí cap a Kaarta
La formació de la columna es va demorar pels estralls causats per les inundacions; la via fèrria estava interrompuda i es va haver de reparar, ja que una part dels equipament estaven a Bafoulabé. Per controlar mentre les incursions dels tuculors, Archinard va enviar a Koniakary al comandant Ruault amb dos companyies i els spahis del tinent Laperrine, amb orde de patrullar a l'entorn de la fortalesa per protegir els combois i crear un dipòsit d'aprovisionament. El 10 de desembre una banda de tuculors va atacar Oualia (10 km a l'est de Koniakary) i va cremar la població agafant presoners als habitants. Ruault va enviar a Laperrine que va forçar als atacants a fugir, els va atrapar i els va derrotar arrabassant-los el botí.
El 11 de desembre Archinard va abandonar Kayes i va arribar a Koniakary el dia 14 on durant tres dies va organitzar la seva columna; després va entrar al Diombokho, agafant una disposició en quadrat que es conservarà fins a Nioro. Al sortir de Mangassi, en lloc d'anar directament a Nioro, es va desviar a l'oest cap a Kolombiné (Kolombina) per enganyar a l'enemic que l'esperava més a l'est. El 20 de desembre els spahis del capità Goujet van enfrontar als tuculors a Diagaga, i els van posar en fuita. L'endemà Archinard va arribar a Gouri, capital del Diafounou, on va rebre els representants de les comarques de la província que es van declarar favorables a França. Més enllà de Gorui hi havia dues rutes cap a Nioro: la del nord pel Kéniarémé i la del sud pel Guidioumé; aquesta darrer era estreta i rocosa amb diversos rius (marigots) difícils de passar; la primera ruta estava controlada per Yélimané (al nord) i per Niogoméra (al sud). Archinard va escollir la primera però va fer córrer el rumor que agafava la segona; el 22 va arribar a Dionkalamé, on va saber que les forces tuculors estaven reunides a Niogoméra. Abans de seguir calia ocupar Yélimané, que obria la ruta del nord a Nioro. El mateix dia, mentre els spahis de Goujel arribaven al gué de Niogoméra a la vista dels tuculors, la columna va creuar el Farakolë al gué de Yélimané i es van instal·lar a les altures a la part est de la població 

### Batalles de Niogoméra i de Korriga
El matí del 28 de desembre, Archinard va avançar sobre Niogoméra amb tres companyies; els sudanesos (tinent Baudot) es van desplegar a la dreta a la plana, els auxiliars del tinent Sansarric a l'esquerra, l'artilleria i mig esquadró de spahis als flancs amb Laperrine a l'esquerra i Compagnon a la dreta; els sudanesos foren atacats sobtadament i van recular però la vuitena companyia va acudir en el seu ajut i va rebutjar als atacants; el tinent Baudot es va constituir en reserva; Sansarric, atacat tanmateix, va resistir i va obligar els tuculors a replegar-se. Els spahis de Compagnon van incendiar llavors Niogoméra després del qual les tropes van retornar a Yélimané havent sofert poques pèrdues.
Els dies següents la marxa va seguir per Bandiougoula, Kermisi i Kiramé; al marxar els contingents auxiliars van incendiar Yélimané, poblat exclusivament 
tuculor. Els caps del Guidioumé es van sotmetre i van alertar que l'exèrcit d'Ahmadu estava format per tres grups diferents: el principal era el que havia enfrontat als francesos a Niogoméra, amb 4.OOO infants i 1.500 cavallers, repartits en tres cossos; un segon operava manat per Madani, el fill d'Ahmadu, i estava a Tourougoumbé enfront del tinent Marchand i els bambares; el tercer era a Nioro amb Ahmadu Tall.
El 29 de desembre, la columna es va enfrontar a un grup de tuculors enviat per Ahmadu per barrar el pas dels invasors entre Kiramé i Korriga, però foren dispersats pel capità Goujet. Segons un desertor els tres grups de tuculors havien estat cridats i reunits en nombre d'uns 10.000 a uns quilòmetres més enllà de Korriga. Archinard va arribar fins a uns 200 metres d'aquestes foces i va ordenar formació de combat amb dos bateries i cinc companyies en primera línia (Morin i Sansarric); a l'esquerra una bateria, una companyia i un escamot de sudanesos; a cavall una altra companyia; i en reserva una companyia a la dreta i la infanteria de marina a l'esquerra; en segona línia dues columnes amb el comboi a la dreta protegit pels spahis i a l'esquerra pel escamot Laperrine; i en tercera línia dos seccions a dreta amb una part d'una companyia de spahis; i a l'esquerra (de cara a l'est) els contingents indígenes.
El primer en atacar fou el contingent de cavallers manats per Aly-Boury (Al-Buuri Sènabu Njay), rei del Djolof fins a 1890 que va atacar l'esquena dels contingents indígenes que van lluitar molt malament; els bondoukes (de Bondu) van avergonyir al seu cap Ousman Gassi però no va fer res per evitar el seu ridícul. La intervenció de Goujet els va salvar d'un desastre total; Goujet va rebutjar als atacants. En primera línia els atacs tuculors foren rebutjats i a migdia tres companyies van iniciar l'assalt i van ocupar la cresta; l'exèrcit d'Ahmadou va fugir cap a Nioro. Les pèrdues franceses foren poc importants, únicament el tinent Valentin entre els oficials va resultar ferit.

### Conquesta de Nioro
Archinard va ordenar la persecució dels fugitius; degut a les dificultats del terreny, va deixar el comboi a càrrec del comandant Ruault amb mig esquadró de spahis i tres companyies. A,b la resta va organitzar una columna lleugera que a la nit va arribar a Katia i va sorprendre als habitants de la vila que es van salvar abandonant les seves collites. El 31 de desembre Ruault es va reunir amb Archinard a Katia.
Ahmadu, segons la seva costum, esperava esdeveniments a Fossé, a 20 km de Korriga, i, amb les primeres notícies, va marxar a Nioro. Archinard va ordenar alleugerir les mules i vehicles de càrrega per la natura arenosa del terreny que feia molt fatigós el camí confiant la custodia dels excedents als khassonkes estacionats a Katia, que es preveien no necessaris, ja que el camí cap a Nioro estava cobert de llogarets ben aprovisionats
L'1 de gener de 1891, els francesos que avançaven van saber que Nioro havia estat evacuada; al migdia van entrar a la ciutat que van ocupar; la infanteria de marina es va instal·lar al diomfoutou, els tiradors es van col·locar per tot el perímetre de la place, i els spahis van vigilar als auxiliars indígenes i els van impedir el pillatge.
Nioro no tenia muralles; el diomfoutou era l'únic punt fort amb els seus murs en pedra d'una altura de 6 a 7 metres, amb espais de 2 a 3 metres a la base, i cinc torres semicilíndriques de dos pisos llum, bastides als angles i al mig de les cares est i oest. En el reducte es va trobar una mica de diners, joies, pólvora i cereals

### Operacions al Bakhounou
Per la seva part el tinent Marchand havia sortit de Kayes el 21 d'octubre amb un escamot de spahis (tinent Hardiviller), va reclutar a Kita, Koundou i Bamako grups indígenes amb els quals va formar una companyia de tiradors auxiliars (sotstinent Charbonnié). Va baixar llavors per la riba esquerra del Níger fins a Nyamina i, a través de Banamba, va arribar a Koumi on se li va unir el doctor Neyret com adjunt al seu destacament. Alertat que Ahmadu buscava retirar-se a Macina per Goumbou i Sokolo, va avançar al nord-est cap a Damfa i Goumbou, cobert per la seva esquerra pels contingents bambares del Bélédougou que eren a Balé, capital del Bakhounou. D'allí va continuar per Danghéli cap a Bassaka i, des del 21 de desembre, controlava totes les sortides de les rutes procedents de Kaarta.
Quant al cap N'Tow, va avançar fins a Dioumantigué; la gent d'aquesta població important se sentia prou forta per aturar a Ahmadu si es presentava i en aquestes condicions N'Tow va retornar a Ségou.
Del 21 de desembre a l'1 de gener el tinent Marchand va fer reconeixements a la regió per fer la topografia i establir els diversos punts d'aigua. L'1 de gener de 1891, quan Archinard va entrar a Nioro, Marchand ja tenia tancades totes les rutes de l'est sobre una línia de 100 km, del bucle nord del Baoulé fins als territoris maures, guardats per 1500 infants i 800 cavalls. La companyia de tiradors estava establerta a un lloc central, Bagoina, per acudir ràpidament on fos necessari.

### Persecució d'Ahmadu
La nit abans de l'entrada francesa a Nioro, Ahmadu va fugir amb les seves dones; es va dirigir al nord per arribar a Macina a través del desert però en arribar a l'estany de Gorogadio, fou advertit que s'acostava el tinent Marchand. Per por de ser capturat va donar la volta i va acampar a uns 30 km al sud de Nioro, prop de Kolominé (o Kolomina), on, reconfortat per Aly-Boury, que assegurava que els colonialistes estaven molt afeblits, va decidir perllongar la lluita per recuperar la seva capital i se'n va anar a Youri on va cridar als seus partidaris per reconstruir l'exèrcit.
Mentre Archinard va fortificar a correcuita Nioro, de la que va prendre possessió en nom de França i hi va deixar una guarnició; amb la resta de les tropes va organitzar una columna i el 3 de gener es va dirigir a Kolomina on tenia notícies que hi havia Ahmadou; ja de camí va saber que Ahmadu era a Youri, va girar a l'oest cap Amoudellai i a la nit estava a la vista de Youri. Ahmadu era a 6 km més a l'oest, a Leva; Aly-Boury, que havia rebut el comandament dels tuculors, es va establir a mitjan camí entre Leva i Youri en una plana esquitxada de matolls i es va fer fort al darrere d'un curs d'aigua sec. Archinard, tot i l'esgotament dels seus homes, el va voler desallotjar; després de dues hores de canonades sense èxit va desplegar tres companyies; els tuculors van combatre amb desesperació agrupats a l'entorn de l'estendard blanc brodat de seda verda del sultà Ahmadu i carregant impetuosament sobre els tiradors, sent rebutjats per foc de salva; tot i així es va produir un buit entre les dues companyies i els tuculors s'hi van precipitar; el tinent Tavernier, que va veure el perill, va acudir amb la infanteria de marina i va dispersar als tuculors que van morir combatent. La resta va acabar fugint perseguits pels spahis fins a 5 o 6 km més enllà de Leva que fou cremada. Els francesos van tenir 9 ferits entre els quals el tinent Valentin i el sotstinent Orsat. La columna va retornar llavors a Youri on va acampar a la nit; cap a les 11 una banda de 200 o 300 guerrers tuculors conduïts per Aly-Boury va atacar una posició defensada pel tinent Morin que fou ferit, però els reforços li van permetre rebutjar als atacants.
L'endemà els caps de diversos poblats es van sotmetre; el dia 5 la columna tornava a Nioro.
Quan es va saber que Ahmadu anava a Kolomina, el tinent Marchand va enviar un escamot manat per Hardiviller amb 800 cavallers auxiliares cap a Tourougoumbé, un altre escamot de spahis auxiliares a Dingoi per barrar la ruta de Dianghirté, i ell mateix va avançar amb la seva companyia per Dioroni sobre Kolomina on el 5 de gener va conèixer la derrota del sobirà a Youri; considerant la seva missió acabada es va reunir amb Hardiviller i junts van retornar a Nioro. Sorprès per l'aparició dels francesos a Leva, Ahmadu es va allunyar precipitadament cap a Katia; Archinard, que havia previst aquest moviment, havia ordenat uns dies abans ocupar Katia però l'orde no s'havia executat i només hi havia alguns cavallers a la població; però foren suficients per dissuadir a Ahmadu d'entrar a Katia; va fer un rodeig però ja molt cansat es va posar a dormir a la vora del camí pensant que els francesos l'atraparien inevitablement; però no disposaven de spahis i li van perdre el rastre i Ahmadu es va poder refugiar al desert amb els maures Ouled Nacer, amics dels tuculors. Ahmadou desistia de tota lluita i només volia unir-se al seu germà Muniru (Mounirou segons escrivien els francesos) a Macina
A mitjan gener Archinard fou informat que Ahmadu havia fet parada als pous de B'bou-botha; llavors va demanar a Marchand de tallar-li el pas cap a Miacina o almenys forçar-lo a anar més al nord, cap al Sahel. Marchand va anar amb els seus homes a Balé on va saber que Ahmadou era ara als pous de Boulou-Kilaki. Per anar d'aquest lloc a Macina només existia una ruta que passava per Daouda-Koulé i Goumbou; forçant la marxa, Marchand va avançar a Ahmadou i va arribar a Daouda-Koulé abans que ell. El fugitiu, per evitar-lo, va haver de girar al nord cap a Nema; assaltat per bandits va perdre els seus cavalls, les seves darreres tropes i la major part del seu seguici; Marchand va renunciar a empènyer-lo més cap al desert i va retornar a Nioro el 28 de gener. La major part dels seus seguidors es van sotmetre, però alguns van fugir al Futa senegalès

### Organització de Kaarta
Del 5 al 25 de gener de 1891 Archinard es va dedicar a reorganitzar Kaarta. Va llicenciar als contingents indígenes (que només li havien causat problemes) i va ordenar a la companyia de Baudot conduir-los a Lakamané. També va reenviar als seus països d'origen molts peuls (fulanis) i bondoukes que havien seguit feia anys a al-Hadjdj Umar; va posar columnes lleugeres i cavalleria a patrullar pel país impedint reagrupar-se als dispersos grups de rebels que encara restaven (i forçar-los a sotmetre's); el capità Briquelol amb una companyia de spahis i una peça d'artilleria, va controlar els pobles entorn de Diara. El comboi emprat per la campanya fou reenviat a Kayes per efectuar el re-avituallament de les posicions; el comandant Raualt va escortar els vehicles fins a Guri (i si era necessari fins a Koniakary).
Les províncies de Guidioumé i Kaniarémé estaven agitades; alguns caps locals refusaven la pau colonial i s'havien unit a l'almamy Abdoul-Boubakar (que havia reprès la lluita contra França i enfrontava una columna manada pel coronel Dodds enviada pel governador del Senegal), atacant i cobrant impostos en molts pobles; operaven entre Yélimané i el Futa, i van arribar a actuar fins prop de Bakel. Ruault va abandonar Nioro el 7 de gener i aviat es va trobar amb una banda de 1500 tuculors i va tenir enfrontaments amb els habitants de Kermisi i de Bandiougoula. L'11 de gener va atrapar als tuculors que s'havia fet fort a Bandiougula en una gorga al peu de les muntanyes. Raualt va deixar els vehicles que escortava sota vigilància d'una secció i va atacar de front i després d'una lluita curta els va desbandar fent 700 presoners i 1500 caps de bestiar. Només el capità Hugeny i 9 tiradors van resultar ferits. Raualt va arribar sense altre incident a Koniakary on va deixar el comboi (que va seguir cap a Kayes) i va tornar a Nioro (28 de gener). mentre els que havien fugit de Bandiogoula van arribar al Guidimakha on van saquejar diverses poblacions i el comandant de Bakel va marxar a la zona amb els guerrers del país; atacat pels tuculors a Manahel, els va rebutjar el 15 de gener; el tinen Keller que vigilava la frontera de Bondu amb la guarnició de Bakel, va acudir ràpid i va dispersar a les bandes.
Archinard al mateix organitzava el país; al sud i oest de Nioro va permetre als tuculors organitza-se en tribus; cada grup de pobles pagaria un impost i a les caravanes se'ls va imposar un dret de duana. La regió de Diangounté i el Kaarta-Biné foren agregats al cercle de Kita; el Séro, el Diombokho, el Logo i el Guidimakha al cercle de Kayes; el Sorma, el Saroané, el Dialafara i el Tomora al cercle de Bafoulabé. Les altres províncies de Kaarta (Kingui, Bakhounou, Kéniarémé, Guidioumé, Diafounou i Lakamané) van formar un nou cercle, el de Nioro; el seu govern fou confiat al comandant Ruault (a les poques setmanes el va substituir el capità Sarrazin) i es va establir una guarnició que incloïa un destacament de spahis auxiliars o senegalesos sota el capità Goujet que fou encarregat de crear un esquadró de spahis sudanesos.

## Operacions al Baninko

### Revolta del Baninko
Resolta la situació de Kaarta, Archinard es va ocupar de Ségou on aprofitant l'absència del faama Bodian que estava ajudant al rei Tieba de Sikasso en el setge de Kinian, la població del Baninko es va revoltar; d'altra banda hi havia certa agitació al país instigada pels lleials a Mari Diara i durant la hivernada de 1890 el resident adjunt de Ségou, Mademba, va haver de reclutar milers d'auxiliars per calmar la situació. La rebel·lio derl Baninko es va estendre amb rapidessa fins a Ségou on milers de guerrers es van unir a la lluita.
Archinard va decidir llavors dividir el regne de Ségou, que considerava massa gran per un sol sobirà, en dos regnes. Les províncies de Sansanding, Monimpé, Sarro, Sokolo i la part de Ségou a la riba esquerra del Níger va formar un regne anomenat de Sansanding perquè la seva capital fou a la ciutat d'aquest nom. Com a sobirà va posar a Mademba, en agraiment pels serveis a França des de feia temps; li va concedir com a guàrdia personal els antics talibes (estudiants) d'Ahmadu Tall, que en nombre de dos mil s'havien unit als francesos a la caiguda del seu rei i mestre.
Mademba va anar a Nioro on fou investit amb el comandament de la seva tropa. Després d'això Achinard va marxar cap a Baninko acompanyat pels tuculors de Mademba i precedit a uns dies de distància, per la companyia del tinent Marchand i els spahis d'Hardiviller que obrien pas a la columna. De Nioro va passar per Dioromé i Digna, arribant a Ouossébougou el 6 de febrer; després, utilitzant els dos camins que portaven a Nyamina, va continuar per Guigué on va establir una petita posició militar, Barsafé, Koro, Banamba i Kéréouane, mentre Mademba agafava la ruta de l'est per Sountiana, Dampfa, Sabougou i Dioni. El 17 de febrer, les dues columnes van creuar el Níger a Nyamina.
Mentre el capità Underberg, resident de Ségou, gairebé no podia dominar als rebels. Va tenir notícies que un grup nombrós s'estava concentrant a Diena, a la riba dreta del Bani, per estendre la guerra fins a Ségou, i va haver d'enviar (per maca d'oficials) al insignia de marina Hourst, commandant de la flotilla 
del Níger i al doctor Grall amb els laptots (portadors o piragüistes), per dispersar a les bandes hostils. Hourst va anar a Garo d'on va expulsar els habitants i després, augmentat el seu contingent amb la gent de N'Tow (uns 260 homes) va travessar el Bani per la força (29 de gener) i va sotmetre diversos pobles i el 2 de febrer va avançar sobre Diena.
Diena era el focus principals de la revolta; la formava una aglomeració de quatre pobles dels quals dos, Sido i Daugoutiguila, estaven fortificats; al darrer estaven els principals rebels que eren uns 1600. Hourst va conquerir fàcilment la tata de Sido però a Daugoutiguila va ser rebutjat després d'un combat molt intens. Es va dirigir a Sido a esperar reforços i allí fou atacat diverses vegades però va fer una bona defensa i va donar temps a Archinard d'arribar.

### Conquesta de Diena
Archinard havia conegut la situació a Nyamina, i va marxar cap a Ségou junt amb la columna Mademba; el tinent Charbonnié va ser enviat amb municions a Diena però pel seu costat s'hi va acostar ràpidament passant per Soia, Dougassou, Sandola on va creuar el Bani i, el 28 de febrer, va aparèixer sota els murs de Sido on va trobar a Hourst i la seva tropa. L'endemà l'artilleria va iniciar l'acció i al cap de set hores de canonades sobre Daugoutiguila es van obrir dues bretxes a les cares est i nord i es va iniciar l'assalt. Mademba va atacar per l'est (ajudat per les companyies de Sansarric et Hugueny) o N'Tow per la cara nord (ajudat per les companyies de Morin i Marchand); les forces indígenes van vacil·lar i els regular van haver d'anar en el seu ajut; els tinents Sansarric i Baudot van penetrar per les bretxes de l'est i al nord el tinent Charbonnié i el tinent Mangin van penetrar igualment; a l'interior es va lliurar un combat complex, seguint casa per casa en les que una es posava dins de l'altra formant una mena de laberint; la compnayia de Merchand va quedar sense cap i el capità Klobb va agafar la direcció i ajudat per Darnige es va reunir amb Sansarric que va aconseguir ocupar el cor de la fortalesa; la secció de Mangin va resistir el contraatac enemic i va aconseguir arribar on era el gruix de la forces franceses al centre. Els rebels van fugir cap al sud però foren perseguits i aniquilats pels spahis de Laperrine. Els francesos van dominar Diena però a costa de serioses pèrdues: 16 europeus (9 oficials) foren ferits i entre les forces indígenes els ferits foren més de 100 (i 11 morts).
De tots els nuclis de Diena es va enviar la submissió. Archinard va recórrer la regió i després va retornar a Ségou amb Houst i el doctor Grall. A la tornada van anar de Diena a Bla, Kamona (punt d'inici de la revolta), N'tabacoro i Kana on van creuar el Bani per un gué arribant a Nyamina el 8 de març. Arreu els caps locals manifestaven la seva fidelitat al faama Bodian. Per la seva part Mademba va anar directament a Sansanding amb els seus tuculors i es va instal·lar a la seva nova capital.
Encara que ara dividit en dos regnes, el Ségou va restar sota la supervisió d'un únic resident pels dos. Underberg fou substituït pel capità Briquelot amb el doctor Grall i el tinent Manet com adjunts. Sota les seves ordres estaven una companyia de tiradors, la flotilla i el personal indígena.
Per la resta de la tercera campanya, vegeu Campanya de la Vall del Milo.